# 观察第 (歙县)
观察第位于中国安徽省黄山市歙县许村镇许村。
观察第为许氏支祠，建于清初，用于纪念明代观察使许天相。此处又名“墙里门”,纪念许天相寡母守节五十二年，未曾跨出家门一步，抚育遗腹子许天相成人，因此得名，临街刻有《墙里记》记述缘由。
观察第坐北朝南，前后三进，分别为门厅、享堂、寝堂，进深29米。享堂名为敬爱堂，寝堂匾额为“奋翼南天”。1997年，许天相后裔地质学家许靖华博士捐资修复，辟为许村历史博物馆。
2006年5月，观察第作为许村古建筑群的子项，被列为第六批全国重点文物保护单位。